# إينافاتوزوماب
إينافاتوزوماب هو جسم مضاد وحيد النسيلة مأنسن طوّرته فاسيت بايو كورب. (Facet Biotech Corp) لعلاج الأورام الصلبة.